# Cessetani

Vị trí của người Cessetani ở bán đảo Iberia.

Người Cessetani là một tộc người Iberes cổ đại(Trước thời La Mã) ở bán đảo Iberia (người La Mã gọi là Hispania). Họ được cho là đã nói tiếng Iberes. Lãnh thổ của họ trải dài dọc theo bờ biển trong khu vực từ đèo Coll de Balaguer tới dãy Massif Garraf, biên giới phía tây của họ là dãy núi Prades.
Một trong những thành phố chính của họ chính là Tarraco, ngày nay là Tarragona. Thành phố Tarraco đã bị người La Mã chiếm đóng vào năm 218 TCN, sau trận Cissa, đây là một chiến thắng của Gnaeus Cornelius Scipio trước người Carthage trong cuộc Chiến tranh Punic lần thứ hai.
Người Cessetani đã đúc những đồng tiền xu của riêng họ, hầu hết trong số đó chỉ luôn khắc tên thủ phủ chính của họ, kese, ngoài ra còn một số ít các đồng xu có khắc dòng chữ kesesken bằng chữ viết đông bắc Iberia mà được hiểu theo tiếng Iberes như là một sự tự ám chỉ đến tên gọi của dân tộc này: từ người Cessetani hoặc từ những người của kese.